# Diplôme universitaire de musicien intervenant
« DUMI » redirige ici. Pour la langue parlée au Népal, voir Dumi.
Le diplôme universitaire de musicien intervenant (DUMI) a été créé en France en 1984 par les ministères de la Culture et de l'Éducation nationale. On appelle musicien intervenant le détenteur de ce diplôme d'université.
Ce diplôme est reconnu au niveau 6 au Répertoire national des certifications professionnelles.
Le musicien intervenant en milieu scolaire travaille en lien avec l'équipe pédagogique de l'école primaire (maternelle et élémentaire) ; il aide à développer chez l'enfant l'esprit critique, la créativité sonore et musicale, la culture musicale.
Il peut se spécialiser pour le travail auprès des adolescents (musiques actuelles...), des adultes (direction de chœurs, ...), de la petite enfance, en crèches, dans la santé.

## Centres de formation
Ce diplôme se prépare dans un centre de formation de musiciens intervenants (CFMI). Il y en a neuf en France : Lille, Orsay, Rennes (attaché à l'université de Rennes 2), Tours, Poitiers, Sélestat, Lyon, Toulouse, Aix-en-Provence.

## Activités et compétences du musicien intervenant
Les musiciens intervenants sont des musiciens pédagogues ayant quatre activités principales :

### Agir en artiste musicien
- Assumer une identité artistique
- Avoir une pratique artistique diversifiée pour nourrir sa pédagogie
- Posséder une large culture musicale et artistique

### Enseigner, éduquer, transmettre
- Identifier et construire des objectifs d'apprentissage
- Conduire des séances avec des groupes d'enfants ou d'autres publics
- Transmettre des connaissances et compétences musicales et transversales
- Évaluer les apprentissages

### Concevoir et conduire des projets d'éducation artistique et culturelle
- Concevoir des projets d'EAC (éducation artistique et culturelle)
- Conduire des projets d'EAC

### Coordonner des équipes et contribuer au développement culturel d'un territoire
- Coordonner des équipes
- Contribuer au développement culturel d'un territoire